# 本土工作室
本土工作室，是香港一個以設計及創作宣揚香港本土意識的本土派組織。

## 作品
2015年6月，本土工作室在他們的Facebook上傳了一系列名為《香港不是中國》（Hong Kong Is Not China）的圖畫，圖畫中以英文及圖畫說香港及中華人民共和國的分別，包括語言、疆域、對知識產權的態度、行車方向、如廁習俗、護照、對待政府的態度、食品安全、使用網絡的工具、政制等。有香港、臺灣及其他國家的傳媒對這些圖畫作出報道，亦有網民將圖畫裡的文字翻譯作越南文
。設計者表示，製圖的目的是 「為了在如此悲痛的日子表達哀傷和香港人被中國人殖民的事實，也為了明確的告訴世界香港人和中國人不同」。